# Carlo Orlandi
Carlo Orlandi (født 23. april 1910, død 29. juli 1983) var en italiensk bokser, som deltog i de olympiske lege 1928 i Amsterdam.

## Boksekarriere
Orlandi fik sig en flot karriere, på trods af at han var døv. Han deltog som attenårig i OL 1928 i Amsterdam og stillede op i letvægt. Han var oversidder i første runde, vandt derpå over en spanier og en rhodesier (knockout), hvorefter han i semifinalen besejrede danske Hans Nielsen. I finalen besejrede han amerikanske Stephen Halaiko og vandt dermed guld, mens bronzen gik til svenske Gunnar Berggren.
Efter OL blev Orlandi professionel og boksede her 127 kampe frem til 1944. Af disse vandt han 98, tabte 19 og fik 10 uafgjorte. Han boksede langt de fleste af sine kampe i Italien og derudover kun i Europa. Hans største triumf her var, da han i 1934 sikrede sig europamesterskabet i letvægt ved at besejre den forsvarende mester, franske François Sybille på point. Han var en legende i sit hjemland op gennem 1930'erne. Et voldsomt nederlag i 1935 kostede ham tre måneder på hospitalet, og han
nåede derefter ikke helt samme niveau, selv om han fortsatte med at bokse i yderligere næsten ti år.